# Droga krajowa B305 (Niemcy)
Droga krajowa 305 (Bundesstraße 305, B 305) – niemiecka droga krajowa przebiegająca na osi wschód zachód, klucząc przez malownicze przełęcze alpejskie, od skrzyżowania z autostradą A8 na węźle Bernau am Chiemsee do granicy z Austrią koło Marktschellenberg w południowo-wschodniej Bawarii.